# 松树圣母圣殿

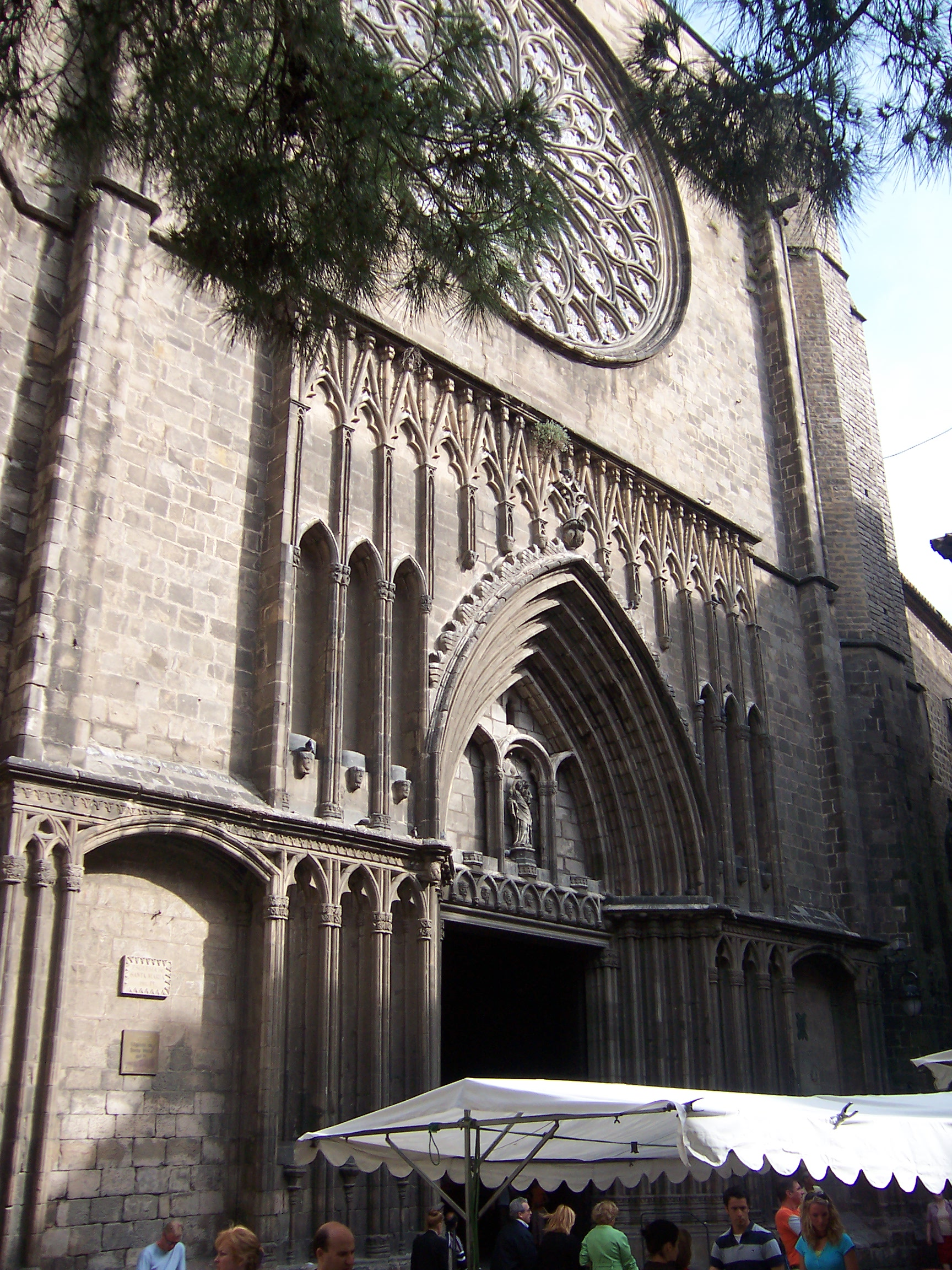
主立面

松树圣母圣殿（Santa Maria del Pi）是一座14世纪的罗马天主教哥特式教堂，位于西班牙加泰罗尼亚自治区巴塞罗那哥特区（Barri Gòtic）的松树广场（Plaça del Pi），供奉松树圣母，兴建于1319年到1391年，加泰罗尼亚哥特式风格。